# Kortsluitingen in hoog- en laagspanningsnetten
Kortsluitingen in hoog- en laagspanningsnetten kunnen ernstige gevolgen hebben en aanleiding geven tot een kortere of een langere netuitval, waar de gebruikers hinder van ondervinden en waardoor economische schade kan ontstaan.
Nederland en de omringende landen beschikken over een goede en betrouwbare elektriciteitsvoorziening. Hoewel deze voorzieningen dus uitstekend zijn, is het toch niet te voorkomen, dat door storingen in componenten als netkabels, huisaansluitkabels, schakelaars en transformatoren soms kortsluitingen kunnen optreden.

## Maatregelen
Storingen in componenten van de elektriciteitsvoorziening kunnen ontstaan door veroudering, slijtage, werking van de bodem, vocht, fouten door fabrikanten, montagefouten, bedieningsfouten of door weersinvloeden.
Het zal duidelijk zijn, dat sommige van deze fouten bijna niet zijn te voorkomen, en dat om die reden al het mogelijke wordt gedaan, om onderbrekingen van de stroomvoorziening tot het uiterste te beperken.

Vanzelfsprekend moeten het elektriciteitsnet en alle componenten die in dat net zijn opgenomen, opgewassen zijn tegen de gevolgen van kortsluitingen. Deze bestandheid wordt onder meer vastgesteld door uitgebreide proefnemingen in daartoe ingerichte kortsluitlaboratoria, zoals bij de KEMA in Arnhem. Uit deze proefnemingen komen in veel gevallen wijzigingen voort die leiden tot aanpassingen en verbeteringen. Daarnaast wordt met uiterst moderne en snelle beveiligingsmiddelen bij een kortsluiting onmiddellijk ingegrepen door het getroffen netgedeelte vrijwel direct af te schakelen. Afschakeltijden van 80 à 100 milliseconden (ms) zijn tegenwoordig in hoogspanningsnetten hierbij heel normaal. Als zo'n beveiliging mocht weigeren, dan komt vrijwel onmiddellijk een volgtrap in werking, waardoor de nog altijd zeer korte afschakeltijden van ca. 250 ms mogelijk zijn.
In laagspanningsnetten en in 10 kV-netten liggen de afschakeltijden door smeltveiligheden bij kortsluiting in de buurt van 10 ms. Als zo'n smeltveiligheid om wat voor reden dan ook niet aanspreekt, dan wordt door de achterliggende beveiliging in het 10 kV-net binnen 20 à 40 ms alsnog een afschakeling tot stand gebracht.

## Grootte van de kortsluitingen en optredende effecten
Een kortsluiting in een elektriciteitsnet wil eigenlijk in het kort zeggen, dat het in de generatoren G opgewekte elektrische vermogen P niet op de plaats terechtkomt waar het wordt verlangd, maar naar de generatoren terugkeert via een kortere weg. De afbeelding laat op een sterk vereenvoudigde manier zien, hoe de bedrijfsstroom I bij een kortsluiting plaats maakt voor de kortsluitstroom Ik.

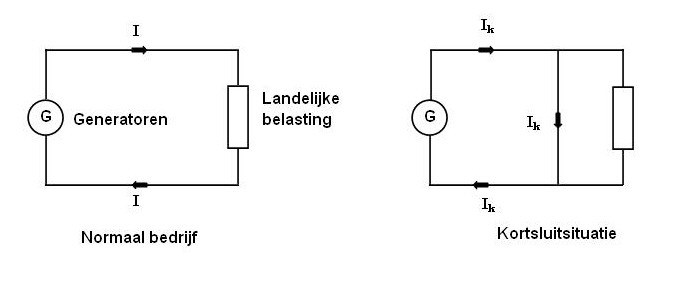
Vergelijking tussen normaal bedrijf en kortsluitsituatie

De kortsluitstromen in de hoogspanningsnetten kunnen zeer groot zijn. In bijvoorbeeld het 380 kV-net zijn tegenwoordig al kortsluitstromen van 63 kA mogelijk, en in de 10 kV-netten wordt op kortsluitstromen van 25 kA of hoger gerekend. In de laagspanningsnetten voor 400/230 V kunnen direct achter de nettransformatoren soms wel kortsluitstromen van ruim 20 kA worden verwacht. Op de rails van een verdeelkast op bijvoorbeeld 35 meter afstand achter de transformator, is Ik – door de weerstand van de gebruikte kabel - al gereduceerd tot ongeveer 15 kA. Op 100 meter afstand is Ik dan nog maar 10 kA. Dit vraagt natuurlijk om een selectieve manier van beveiligen met smeltveiligheden of installatieautomaten, en de juiste keuze van de leidingdoorsnede.

Voor het vaststellen van de grootte van de kortsluitstromen in een netgedeelte, vinden tegenwoordig vrijwel altijd kortsluitberekeningen plaats. Bij deze vrij complexe berekeningen wordt onder meer met ster-driehoektransformatie gewerkt.

Hoewel door de hoge kwaliteit van het schakelmateriaal, de leidingen en de beveiligingsmiddelen al te grote schade wordt beperkt, is het toch niet te voorkomen, dat een kortsluitstroom gedurende een aantal milliseconden werkzaam is en twee belangrijke effecten teweegbrengt, namelijk warmte-ontwikkeling en krachtwerking.

## Warmte-ontwikkeling
Door de zeer geringe ohmse weerstand van de schakelaars en toevoerleidingen naar een kortsluitplaats, zal bij een kortsluiting de stroom I die eerst een normale waarde had overgaan in de soms tot enkele duizenden ampères (kA's) oplopende kortsluitstroom Ik zoals schematisch weergegeven in de afbeelding. Het gevolg hiervan is, dat zich binnen zeer kort tijd hoge temperaturen zullen ontwikkelen in de netcomponenten.
De warmte-ontwikkeling E door een stroom wordt bepaald door het kwadraat van de stroom I, de ohmse weerstand R van de componenten en de tijd t, dat de kortsluitstroom aanwezig is, geschreven als P = I2 · R · t (joule). Tegen deze warmte-ontwikkeling zijn te krap bemeten doorsneden van leidingen niet bestand en slecht contactmakende verbindingen lassen vast of branden weg. Dit wegbranden gebeurt in onderdelen van seconden en heeft soms het karakter van een explosie.

Aangezien de kortsluitstromen van korte duur zijn, treedt een zogenaamd adiabatisch proces op, wat wil zeggen, dat de temperatuurstijging zó snel gaat, dat er nauwelijks warmte aan de omgeving wordt afgestaan. Bij een kortsluiting zijn temperatuurstijgingen van 200 of 300 K dan ook geen zeldzaamheid.
Voor de componenten zijn kortstondige temperatuurverhogingen veroorzaakt door kortsluitingen wel toegestaan, hoewel er duidelijke bovengrenzen worden aangegeven, zoals in bijgaande tabel is aangegeven.
| Component           | Θe (°C) | Θk (°C)             |
| ------------------- | ------- | ------------------- |
| Bovengrondse lijnen | 80      | 200 (Cu) / 160 (Al) |
| Vrije rails         | 70      | 200 (Cu) / 160 (Al) |
| Olietransformatoren | 105     | 250                 |
| Papierloodkabels    | 50      | 200                 |
| XLPE-kabels         | 90      | 250                 |

Waarin:
- Θe = maximum uitgangstemperatuur
- Θk = kortstondig maximaal toelaatbare temperatuur bij kortsluiting

## Krachtwerking
Voorafgaand aan een temperatuurverhoging in leidingen en componenten, treden door een kortsluitstroom elektrodynamische krachten op die soms gevaarlijk groot kunnen worden.

Door de kortsluitstromen ontstaan grote elektromagnetische velden rondom de geleiders. Afhankelijk van de stroomrichting en de positie van deze geleiders zullen parallellopende geleiders door de kortsluitstroom uit elkaar worden gedreven of juist naar elkaar worden getrokken, zoals op de afbeeldingen is te zien.

De stroomrichting in een geleider wordt aangegeven met een x als de stroom van ons af vloeit (achterzijde van een pijl) en met een . als de stroom naar ons toekomt (voorzijde van een pijl).
De optredende krachten F worden, net als bij de warmte-ontwikkeling, voornamelijk bepaald door het kwadraat van de kortsluitstroom Ik, waarbij in dit geval de topwaarde van de kortsluitstroom Îk bepalend is voor de grootst mogelijk optredende krachten.

Zo'n topwaarde - die meestal een grootte heeft van ongeveer 2,5 tot 2,75× de effectieve kortsluitstroom Ik - is aanwezig in het geval van een zogenaamde asymmetrische kortsluitstroom. Deze treedt op als overgangsverschijnsel op het moment dat de fasespanning Uf = 0 en de stroom van normaal bedrijf overgaat in een kortsluitstroom. 
In de afbeelding is een grafiek weergegeven met een asymmetrische kortsluitstroom, gemaakt tijdens beproevingen van aardingsmateriaal voor 150 kV-installaties.

Bij deze proef was de effectieve waarde van de kortsluitstroom Ik = 58 kA en de topwaarde van asymmetrische kortsluitstroom Îk = 159 kA, dus ruim 2,7× Ik. Aangezien in dit geval de topwaarde maximaal is en de krachten F door Îk worden bepaald, worden de krachten F uitermate groot.

## Typen kortsluitingen
Er zijn vier verschillende typen kortsluitingen te onderscheiden, die elk een apart karakter hebben.
Bij bovengrondse lijnen, die deel uitmaken van het driefasige hoogspanningsnet, kunnen bij een directe blikseminslag op de geleiders of op de bliksemdraden, door- of overslagen optreden. Hierdoor ontstaat vervolgens een eenfasige kortsluiting, die meestal met eenfase aardfout wordt aangeduid. De optredende aardfoutstroom Ik vloeit daardoor naar aarde en vertakt zich daar in twee of meer deelstromen (Ik’ en Ik’’ etc.) die naar het aardpunt van de transformator of generator terugkeren. Bij inslag in een mast vloeit de aardsluitstroom Ik via het metaal van de mast naar aarde en veroorzaakt rondom de poten van de mast een trechtervormig potentiaalverloop, wat voor mensen en dieren die in de nabijheid van een getroffen mast zijn, gevaarlijke situaties kan opleveren.
Bij een inslag alleen in het mastlichaam kan via zogenaamde mastterugslag, een geleider bij de inslag worden betrokken. Bij mastterugslag loopt de spanning over het mastlichaam namelijk soms zó hoog op, dat overslag naar een geleider kan optreden en een kortsluiting inleidt.
Ook bij kabels die in de grond liggen kan door een directe blikseminslag of door andere fouten een
aardfoutstroom Ik over de mantel of de bewapening van de kabel gaan lopen, waardoor moffen en eindsluitingen met slechte metallische overgangen sterk verhit kunnen raken of zelfs ontploffen.
Aangezien bij een eenfase aardfout een spanningsverhoging aanwezig is, kan op een eventuele zwakke plaats elders de isolatie doorslaan en een tweede aardfout inleiden. Hier is dan sprake van een dubbele aardfout. Bij een dubbele aardfout kunnen relatief grote aardsluitstromen ontstaan. Ook hier
vloeit de aardfoutstroom Ik naar aarde en vertakt zich daar verder.
Bij een tweefasige kortsluiting vloeien er geen stromen naar aarde, maar vormt de kortsluitstroom Ik een gesloten circuit via de voeding en de geleiders. De kortsluitstroom Ik bij een tweefasige kortsluiting kan vrij groot worden.
Ook een driefasige kortsluiting kan een zeer grote kortsluitstroom opleveren. Soms brengt men om deze stromen enigszins te beperken zogenaamde Petersenspoelen aan die in het sterpunt van het net worden opgenomen. Deze spoelen brengen door hun dempende eigenschappen de kortsluitstromen terug tot een aanvaardbare grootte.
Draadslachtoffers - Driefasespanning - Dwarsregeltransformator - Elektriciteitscentrale - Hoogspanningsleiding - Hoogspanningsnet - Kortsluitingen in hoog- en laagspanningsnetten - Netbeheerder - Onderstation - Scheidingsschakelaar - Vermogenschakelaar - Vermogenstransformatorwikkeling - Vermogenstransformator